# 松山市立城西中学校
松山市立城西中学校（まつやましりつ じょうせいちゅうがっこう）は、愛媛県松山市にある公立中学校。

## 所在地
〒790-0053
愛媛県松山市竹原3丁目19番35号

## 沿革
- 1987年（昭和62年）4月 - 設立。

## 校区
- 松山市

愛光町、朝日ヶ丘1・2丁目、朝美1・2丁目、生石町、大手町1・2丁目、萱町1・2丁目、衣山1〜5丁目、空港通1丁目、三番町6〜8丁目、竹原町、竹原2〜4丁目、千舟町6〜8丁目、辻町、土橋町、本町1丁目、松前町1丁目、味酒町1・2丁目、美沢1・2丁目、湊町6〜8丁目、南江戸町、南江戸1〜6丁目、宮田町

## 著名な出身者
- 沖原佳典（元プロ野球選手）
- 忽那健太(元ラグビー選手、元Honda Heat所属)[1]
- 山根裕司（元バスケットボール選手）